# Monti Nanling
I monti Nanling (南岭S, NánlǐngP, lett. "Montagne meridionali"), noti anche come Wuling (五岭S, WǔlǐngP, lett. "Cinque montagne"), sono una catena montuosa importante della Cina meridionale che separa il bacino del fiume delle Perle dalla valle del fiume Yangtze e fa da crinale tra le zone subtropicali centrale e meridionale. La catena principale dei monti Nanling si estende da ovest a est per circa 600 km, da Guilin e Hezhou nell'est Guangxi a Ganzhou nel sud Jiangxi; da nord a sud si estende per circa 200 km. da Yongzhou e Chenzhou nel sud Hunan a Qingyuan e Shaoguan nel nord Guangdong. Con le sue ramificazioni, l'intera catena corre da ovest a est per circa 1.400 km.
Ci sono bacini con depressioni e la maggior parte dei bacini occidentali sono composti da calcare, dove si trovano le regioni carsiche. La maggior parte dei bacini orientali sono costituiti da aree di arenarie rossa, dove si trovano diversi danxia. I monti Nanling sono confinati tra le quattro province di Guangdong, Guangxi, Hunan e Jiangxi, ed hanno anche confini culturali, a sud, con l'area della cultura Lingnan.
I monti Nanling costituiscono un corridoio tramite il quale i gruppi etnici cinesi sono migrati e si sono amalgamati. Nella catena si formano corridoi, bacini di faglie tettoniche o spartiacque, relativamente bassi e non difficili da scalare. Tra i canali delle gole naturali e i sistemi fluviali nel nord e nel sud, esistono canali naturali che consentono facili scambi tra persone di zone vicine. Dalla dinastia Qin, tra le  pianure centrali e Lingnan (sud dei monti Nanling) c'erano cinque antiche strade: YuechengLing (越 城 岭 道), Mengzhuling (萌 渚 岭 道), Qitianling (骑 田 岭 道), sentiero Lingling-Guiyang (零陵 桂阳 峤 道) e Dayuling (大 庾 岭 道). Allo stesso modo, molti affluenti del sistema dei fiumi Yangtze e delle Perle hanno creato passaggi da ovest a est.
Le montagne che formano la catena sono generalmente di moderata altitudine, il punto più alto è la vetta del monte Kitten a 2142 metri sul livello del mare.

## Catene
Le cinque catene che costituiscono i monti Nanling sono:
- Monti Yuecheng
- Monti Dupang (都龐嶺)
- Monti Mengzhu (萌渚嶺)
- Monti Qitian (騎田嶺)
- Monti Dayu (大庾嶺), compresi i monti Baiyun.

I monti Nanling separano la Cina centrale da quella meridionale. Le aree a sud della catena sono a clima tropicale che consente due raccolti di riso all'anno.
Le argille ad assorbimento ionico sono estratte da miniere a cielo aperto e costituiscono una delle principali fonti di terre rare al mondo.